# Quatro Nobres Verdades

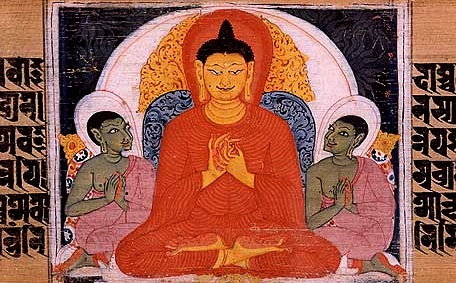
O Buda ensinando as Quatro Nobres Verdades. Manuscrito em sânscrito. Nālandā, Bihar, Índia.

As Quatro Nobres Verdades (em sânscrito:  catvāri āryasatyāni; Wyle: 'phags pa'i bden pa bzhi; em páli:  cattāri ariyasaccāni) são a essência central do budismo, em torno da qual todos os demais ensinamentos budistas se baseiam. Segundo Shariputra, um dos principais discípulos do Buda, as Quatro Nobres Verdades englobam todos os darmas.
A primeira Nobre Verdade refere-se a um sofrimento, conhecido em Pali como dukkha, caracterizado por uma dor multifacetada que se expressa tanto como tristeza, insatisfação, aflição, desilusão como desespero, podendo inclusivamente assumir formas subtis como o tédio ou uma sensação generalizada de que nada corresponde às expectativas. Dukkha é fruto do apego gerado do contacto entre os sentidos e uma diversidade de fenómenos, sejam eles internos ou externos, essencialmente impermanentes e, por conseguinte, incapazes de providenciar uma satisfação sustentável e duradoura. A Segunda Nobre Verdade trata-se da constatação das causas de Dukkha; a Terceira Nobre Verdade anuncia que há um caminho que leva ao fim do dukkha; a Quarta Nobre Verdade detalha o caminho que leva ao Nibbana, a cessação de todo o sofrimento.
O impulso volitivo que fomenta a vida, possibilitado pela força do apego, mantém todos os seres sencientes presos ao samsara, o ciclo de renascimento e morte. Atendendo à problemática do dukkha, o Buda propôs, como forma de colocar termo a esse ciclo, as Quatro Nobre Verdades como solução. Elas são, portanto, a soma de conhecimentos mais importantes que Sidarta Gautama alcançou durante a sua iluminação.
As Quatro Nobres Verdades aparecem recorrentemente ao longo dos mais antigos textos budistas, nomeadamente nos da tradição Teravada. O budismo Maaiana tende a marginalizar ou desaconselhar as Quatro Nobre Verdades por as considerar, devido à sua severidade, inapropriadas à maioria das pessoas, incentivando antes o caminho do bodicita.

## A visão geral
O motivo pelo qual o Buda teria ensinado as nobres verdades com o objetivo de compreender o mecanismo do sofrimento ou insatisfação e alcançar uma felicidade real e estável. Diz-se que ele alcançou este objetivo meditando debaixo da árvore bodhi próximo ao rio Neranjana. As Quatro Nobres Verdades são a conclusão de seu entendimento sobre a natureza do "sofrimento", sobre a causa fundamental de todo o sofrimento, sobre a fuga do sofrimento e sobre o esforço que uma pessoa pode fazer para alcançar a felicidade.
Tais verdades não são expressas como uma hipótese ou como uma ideia provisória, mas sim, como Buda disse:
As Quatro Nobres Verdades, monges, são reais, infalíveis, e não o contrário. Portanto, elas são chamadas de nobres verdades.
Buda também disse que as ensinou...
...porque são benéficas, porque pertencem aos fundamentos da vida santa, que conduz ao desencantamento, a dissipação, a cessação do sofrimento, à paz, ao conhecimento direto, à iluminação, ao Nirvana. É por isso que eu as declarei.
As Quatro Nobres Verdades constituem o primeiro ensinamento proferido pelo Buda após sua verdadeira iluminação.

## As verdades
1. A Realidade do Sofrimento (Dukkha):
"Esta é a nobre verdade do sofrimento: nascimento é sofrimento, envelhecimento é sofrimento, enfermidade é sofrimento, morte é sofrimento; tristeza, lamentação, dor, angústia e desespero são sofrimento; a união com aquilo que é desprazeroso é sofrimento; a separação daquilo que é prazeroso é sofrimento; não obter o que se deseja é sofrimento; em resumo, os cinco agregados influenciados pelo apego são sofrimento."
  - Muitas vezes a primeira Nobre Verdade proferida por Buda Shakyamuni após sua iluminação é traduzida como "A vida é sofrimento", ou "Existe sofrimento", sempre indicando a natureza sofrida da vida. Em um primeiro momento esse ensinamento pode parecer demasiado pessimista e deprimente. Mas isso se deve à tradução simplista do termo. A primeira Nobre Verdade diz respeito à dukkha, que não tem uma tradução literal, mas que pode significar todos os níveis de desconforto desde a insatisfação até ao sofrimento.. De uma maneira geral, dukkha diz respeito ao nosso condicionamento de vida dentro de experiências cíclicas, onde nos alternamos entre boas experiências (felicidade) e más experiências (sofrimento). Todos os seres buscam a felicidade e procuram se afastar do sofrimento, no entanto nessa busca de felicidade e dentro da própria felicidade encontrada estão as sementes de sofrimentos futuros. Podemos pensar da seguinte maneira: sofremos porque não temos algo; sofremos porque conseguimos algo e temos medo de perder; sofremos porque temos algo que parecia bom, mas agora não é tão bom assim; e sofremos porque temos algo que queremos nos livrar e não conseguimos. Podemos ver então que mesmo que tenhamos sucesso na nossa experiência de felicidade, ela mesma pode se tornar causa de uma experiência de sofrimento. Além disso, as experiências são impermanentes, as ideias, os conceitos, os pensamentos, todos são impermanentes, mudam. Por isso, dentro da experiência de felicidade existe a causa de uma experiência de sofrimento, pois ela também é impermanente e irá mudar.
2. A Realidade da Origem do Sofrimento (Samudaya):
"Esta é a nobre verdade da origem do sofrimento: é este desejo que conduz a uma renovada existência, acompanhado pela cobiça e pelo prazer, buscando o prazer aqui e ali; isto é, o desejo pelos prazeres sensoriais, o desejo por ser/existir, o desejo por não ser/existir."[14][15]
3. A Realidade da Cessação do Sofrimento (nirodha):
"Esta é a nobre verdade da cessação do sofrimento: é o desaparecimento e cessação sem deixar vestígios daquele mesmo desejo, o abandono e renúncia a ele, a libertação dele, a independência dele."[14][15]
4. A Realidade do Caminho (Magga) para a Cessação do Sofrimento:
"Esta é a nobre verdade do caminho que conduz à cessação do sofrimento: é este Nobre Caminho Óctuplo: entendimento correto, pensamento correto, linguagem correta, ação correta, modo de vida correto, esforço correto, atenção plena correta, concentração correta."[16]